# Petasidae
Die Petasidae sind eine Familie von Quallen aus der Ordnung der Trachymedusae.

## Merkmale
Die Petasidae haben vier Radiärkanäle und weisen weder Stiel noch Zentripetalkanäle auf. An jedem Radiärkanal befindet sich eine sackförmige Gonade. 
Am Rand sitzen ungruppiert feste Tentakeln, die an ihrem Ende keulenförmig verdickt eine Gruppe von Cnidocysten tragen. Die keulenförmigen Sinnesorgane (Statocysten) sind frei.

## Systematik
Die Familie enthält zwei Gattungen mit je einer gültigen Art, Petasus enthält noch zwei zweifelhafte Arten (nach Bouillon et al. (2006)).
- Petasiella Uchida, 1947 (ungültig; präokkupiert durch Petasiella Gude & Woodward, 1921, Mollusca[1])
  - "Petasiella" asymmetrica Uchida, 1947
- Petasus Haeckel, 1879
  - Petasus atavus Haeckel, 1879
  - Petasus digonimus (Haeckel, 1879) (Nomen dubium)
  - Petasus tiaropsis (Haeckel, 1879) (Nomen dubium)